# Лушники (Лубенський район)
Лу́шники —  село в Україні, у Лубенському районі Полтавської області. Населення становить 95 осіб. Колишній орган місцевого самоврядування — Калайдинцівська сільська рада.

## Географія
Село Лушники знаходиться на правому березі річки Удай, вище за течією на відстані 0,5 км розташоване село Халепці, нижче за течією на відстані 3 км розташоване село Хитці, на протилежному березі - село Лісова Слобідка. Річка в цьому місці звивиста, утворює лимани, стариці та заболочені озера. Поруч проходить автомобільна дорога Т 1714.

## Історія
12 червня 2020 року, відповідно до розпорядження Кабінету Міністрів України № 721-р «Про визначення адміністративних центрів та затвердження територій територіальних громад Полтавської області», село увійшло до складу Лубенської міської громади.
19 липня 2020 року, в результаті адміністративно - територіальної реформи та ліквідації Лубенського району(1923-2020), село увійшло до складу новоутвореного Лубенського району.

## Населення
Згідно з переписом УРСР 1989 року чисельність наявного населення села становила 139 осіб, з яких 53 чоловіки та 86 жінок.
За переписом населення України 2001 року в селі мешкали 94 особи.

### Мова
Розподіл населення за рідною мовою за даними перепису 2001 року:
| Мова       | Відсоток |
| ---------- | -------- |
| українська | 96,84 %  |
| російська  | 3,16 %   |